# Ailanthus triphysa
Espèce
Classification APG III (2009)
Synonymes
- Adenanthera triphysa
- Ailanthus malabarica

Ailanthus triphysa est un arbre originaire d'Asie et la forêt tropicale australienne de la famille des Simaroubaceae. 

## Distribution
On le trouve en Inde, au Sri Lanka, Chine, Malaisie, Birmanie, Thaïlande, Philippines, Indonésie et Vietnam. En Australie, on le trouve en Australie-Occidentale, au Queensland et au sud jusqu'au fleuve Clarence (Nouvelle-Galles du Sud).

## Description
C'est un arbre de taille moyenne à feuilles persistantes atteignant 35 mètres de haut et un diamètre de 80 cm. Le tronc qui n'est pas renforcé à la base, est droit et cylindrique. L'écorce est grise, un peu rude et ressemble à du papier de verre au toucher. 
Les feuilles sont pennées, courbes et falciformes étirées en pointe. Les nervures sont proéminentes, plus visibles sur la face inférieure de la feuille. 
Les fleurs sont vert crème, la floraison a lieu de novembre en janvier en Australie. Le fruit est une samare, souvent groupée par trois. 

## Usages
La résine est utilisée à des fins médicinales en Inde. Le bois est également de valeur, léger, blanc et doux, il se travaille facilement.